# Pericallia lutea
Pericallia lutea är en fjärilsart som beskrevs av Rothschild 1914. Pericallia lutea ingår i släktet Pericallia och familjen björnspinnare. Inga underarter finns listade i Catalogue of Life.